# Сокира Перуна (амулет)

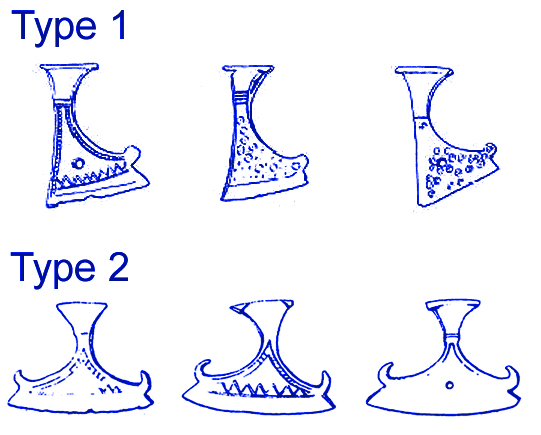
Ілюстрації археологічних знахідок, датованих XI—XII сторіччями.

Сокира Перуна — сучасна назва археологічних знахідок кулонів у вигляді сокирки. Поширені були на землях Київської Русі та меншою мірою у країнах Скандинавії. Припущення щодо зв'язку амулета/оберега з язичницьким богом Перуном першим зробив Даркевич.

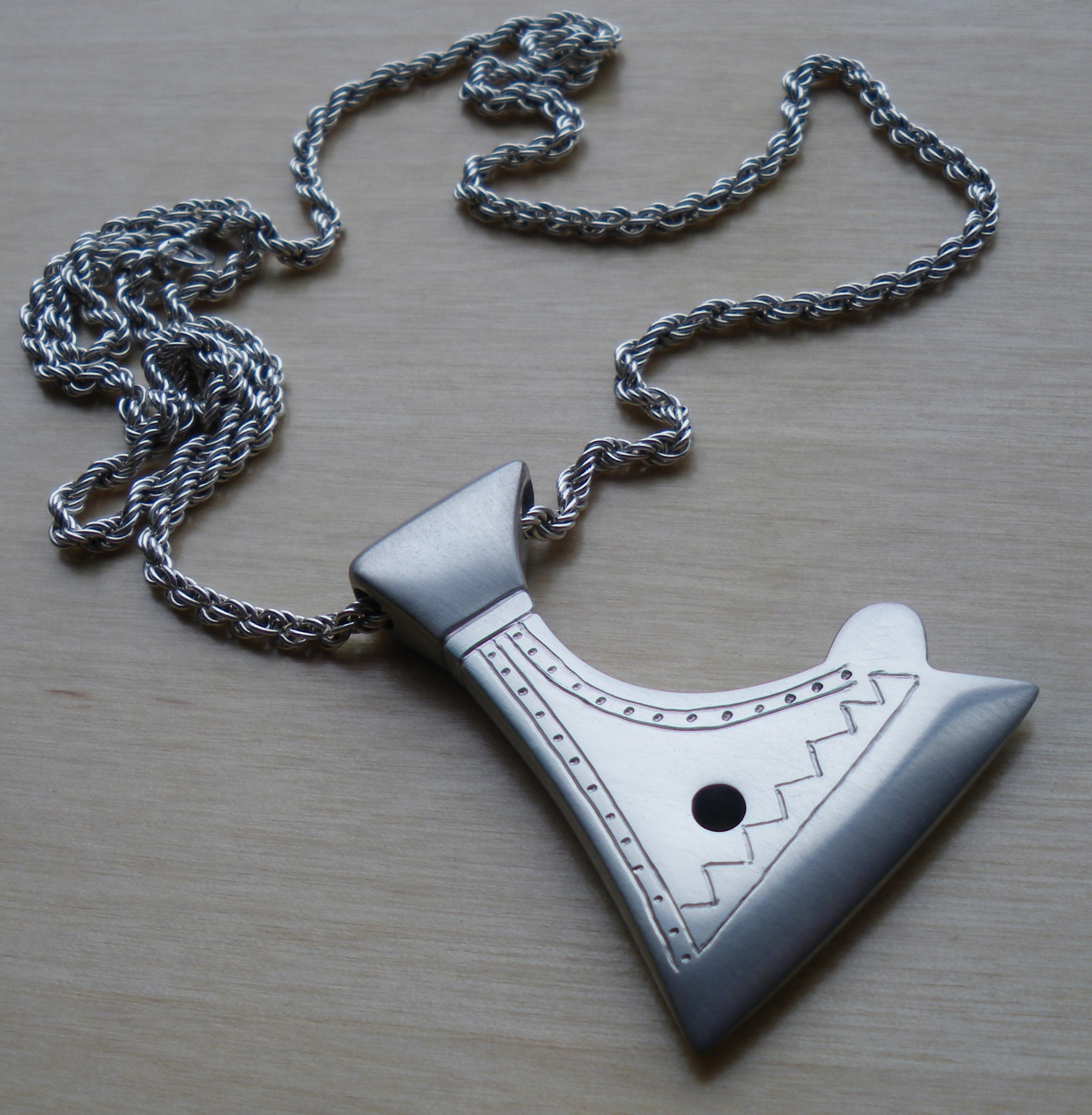
Сучасний амулет, що має за основою знахідку з Хозарської фортеці Біла Вежа або Саркел.